# Рунеч
Рунеч (словен. Runeč) — поселення в общині Ормож, Подравський регіон‎, Словенія.